# Dytiscus circumflexus
Dytiscus circumflexus – gatunek dużego, wodnego chrząszcza z rodziny pływakowatych i podrodziny Dytiscinae. Preferuje głębsze zbiorniki wodne. Zasiedla krainę palearktyczną.

## Taksonomia
Gatunek ten został opisany w 1801 roku przez Johana Christiana Fabriciusa na podstawie okazu z marokańskiego Tangeru.

## Opis

### Owad dorosły
Duży chrząszcz, owalnie wydłużony i silnie błyszczący. Ciało osiąga długość od 26 lub 32 do 32 lub 36 mm. Głowa jednolicie ciemna. Obrzeżenie przedplecza żółte i stosunkowo wąskie, obecne po bokach oraz z przodu i z tyłu. Pokrywy jednolicie zielonkawoczarne bądź metalicznie zielone. Punktowanie na pokrywach samic gęściejsze, a u samców zredukowane. Wierzchołki wyrostków zabiodrza bardzo długie i spiczaste. Spód odwłoka głównie zielony. Wyrostki tylnych bioder spiczasto zakończone. Przednie stopy u samców wyposażone w przyssawki.

### Larwa
Głowa nieduża, stosunkowo szeroka, w obrysie trójkątnawa, o mocno łukowatej krawędzi nadustka na odcinku między kątami czołowymi. Na tergitach obecny podwójny, środkowy, ciemny pas, w środku którego leży wyraźny, żółtawy prążek szwowy. Biodra tylne 1,5 raza tak długie jak stopy. W tylnej części dolnego brzegu stóp brak jest włosów pływnych.
|              | długość ciała | długość głowy | maksymalna szer. głowy | dł. przedostatniego segmentu odwłoka | dł. ostatniego segmentu odwłoka | długość przysadek odwł. |
| ------------ | ------------- | ------------- | ---------------------- | ------------------------------------ | ------------------------------- | ----------------------- |
| I stadium:   | 30–35         | 3,5           | 3,15                   | 1,9                                  | 3,5                             | 2,4–2,45                |
| II stadium:  | 35–40         | 5,5           | 5,0                    | 3,0–3,5                              | 5,0–5,5                         | 3,4–3,5                 |
| III stadium: | 50-60         | 7,5           | 7,0                    | 5,0                                  | 8,7–8,8                         | 5,0–5,5                 |

## Biologia i ekologia
Zasiedla głównie głębsze, stałe zbiorniki wodne, jak stawy, duże glinianki i starorzecza. Ponadto spotykany w strefie przybrzeżnej rzek na odcinakach o słabym prądzie. Również w wodach słonawych. Larwy znajduje się od późnej wiosny do lata.

## Rozprzestrzenienie
Gatunek palearktyczny. W Europie wykazany został z Austrii, Balearów, Białorusi, Belgii, Bośni i Hercegowiny, Bułgarii, Chorwacji, Czech, Danii, Estonii, europejskiej Turcji, Finlandii, Francji, Grecji, Hiszpanii, Holandii, Irlandii, byłej Jugosławii, Korsyki, Krety, Litwy, Luksemburgu, Łotwy, Malty, Mołdawii, Niemiec, Norwegii, Polski, Portugalii, Rosji, w tym obwodu królewieckiego, Sardynii, Słowacji, Słowenii, Sycylii, Szwecji, Szwajcarii, Ukrainy, Węgier, Wielkiej Brytanii, Włoch i Wysp Normandzkich. Ponadto występuje w Afryce Północnej, południowej części zachodniej Syberii, na Zakaukaziu oraz w Azji Mniejszej i Środkowej. Z Afryki podawany z Maroka, Algierii, Libii, Tunezji i Egiptu, a z Azji z Kazachstanu, Cypru, Turcji, Libanu, Izraela, Syrii, Iranu i Syberii Zachodniej.
W Polsce rozmieszczony głównie na nizinach, ale znany też z Sudetów. Należy do najrzadziej spotykanych przedstawicieli rodzaju Dytiscus w tym kraju, przez co wykazywany jest tam rzadko i pojedynczo.